# 魯崇賢
魯崇賢（16世紀—16世紀），字幼齋，號念峰，南直隸太平府蕪湖縣人，明朝政治人物。

## 生平
魯崇賢是萬安縣丞魯論之子，嘉靖四十三年（1564年）中舉人，任開州學正，課文考行諸生嚮往，隆慶二年（1568年）會試中副榜，授龍游知縣，龍游習俗奢侈而好鬥，他為政崇尚嚴明，剛就任就向上級陳述地方利病十六事，當地生產瑞瓜，士民爭相拿給他稱頌，他說：「古循吏不會因此顯貴。」推卻不接受。不久他改任上津知縣，因母親逝世回鄉，很快去世。母親在世生病時口渴，魯崇賢不論天氣總在對方身旁拿水不敢離去，財產都分給弟弟，而他喜歡學習，家中藏書過萬本，著有《卧遊詩集》二卷流傳。

## 引用
1. 1 2  民國《蕪湖縣志·卷十二·人物志》：魯崇賢，字幼齋，號念峰，父論爲萬安丞，崇賢領嘉靖甲子鄉薦，任北直開州學正，課文考行，諸生斐然嚮風，除浙江龍游知縣，龍游習奢而好鬬，崇賢治尚嚴明，初下車即條陳利病十六事白之上官，發奸摘伏如神龍，游產瑞瓜，士民爭為令頌，崇賢謂：「古循吏弗貴也。」卻之。調知湖廣上津縣，丁內艱歸，尋卒，先是母嘗病渴，雖溽暑必躬持水漿，不敢去左右，宦橐分給諸弟，弗私也，素力學，喜藏書幾盈萬帙，著《卧遊詩集》二卷行世。
2. ↑  民國《蕪湖縣志·卷八·選舉志》：舉人……明……嘉靖四十三年甲子科……魯崇賢 字念峰，隆慶戊辰會副，厯官湖廣上津，浙江龍游縣知縣，詳人物
3. ↑  乾隆《（安徽）太平府志·卷二十五·人物志》：魯崇賢，字幼齋，號念峰，嘉靖舉人，授開州學正，課文考行諸生向風，陞龍游知縣，縣俗奢而好鬪，崇賢治尚嚴明，初下車即條陳利病十六事，發奸摘伏白之上官，龍游產瑞瓜，士民爭為令頌，崇賢謂：「古循吏弗此貴也。」卻之。尋丁內艱歸，先是母病燥，雖溽暑必躬持水漿，朝夕不離側，宦橐分給諸弟弗私所有，惟喜藏書史幾盈萬帙，著有《卧遊詩集》二卷藏於家。